# Челлоле
Челлоле (итал. Cellole) — коммуна в Италии, располагается в регионе Кампания, в провинции Казерта.
Население составляет 7560 человек (на 2004 г.), плотность населения составляет 204 чел./км². Занимает площадь 35 км². Почтовый индекс — 81030. Телефонный код — 0823.
Покровительницей коммуны Пресвятая Богородица, в Её образе, именуемом Константинопольским, празднование во вторник после Троицы.